# Tulare (Californië)
Tulare is een plaats (city) in de Amerikaanse staat Californië, en valt bestuurlijk gezien onder Tulare County.

## Demografie
Bij de volkstelling in 2000 werd het aantal inwoners vastgesteld op 43.994.
In 2006 is het aantal inwoners door het United States Census Bureau geschat op 52.109, een stijging van 8115 (18.4%).

## Geografie
Volgens het United States Census Bureau beslaat de plaats een oppervlakte van
43,2 km², waarvan 43,0 km² land en 0,2 km² water. Tulare ligt op ongeveer 85 m boven zeeniveau.

## Plaatsen in de nabije omgeving
De onderstaande figuur toont nabijgelegen plaatsen in een straal van 24 km rond Tulare.

## Geboren
- Roger Nixon (8 augustus 1921), componist, muziekpedagoog en muzikant
- Bob Mathias (17 november 1930), tweevoudig olympisch kampioen tienkamp en politicus